# هوغو أندريسن
هوغو أندريسن (بالألمانية: Hugo Andresen)‏ هو باحث في الرومانسية ألماني، ولد في 4 أكتوبر 1844 في ألتونه في ألمانيا، وتوفي في 17 أغسطس 1918 في مونستر في ألمانيا.